# Sausalito
Sausalito is een Amerikaans stadje in Marin County in de staat Californië. Het ligt in de San Francisco Bay Area en is de eerste plaats ten noorden van de Golden Gate Bridge die Marin County met San Francisco verbindt. Tijdens de volkstelling in 2010 telde Sausalito 7061 inwoners. Na de Tweede Wereldoorlog is Sausalito uitgegroeid tot een welvarende artistieke gemeenschap in een schilderachtig stadje met nogal wat woonboten. Het is een toeristische bestemming.

## Geografie
Volgens de US Census Bureau heeft de stad een totaal oppervlakte van 5,8 km². Daarvan is 4,9 km² land en 0,9 km² (15,18%) is water.

### Plaatsen in de nabije omgeving
De onderstaande figuur toont nabijgelegen plaatsen in een straal van 8 km rond Sausalito.

## Demografie
In 2000 woonden er 7330 mensen in 4254 huishoudens in de plaats. De bevolkingsdichtheid bedroeg 1489/km².
De bevolking bestaat uit:
- 91,65 % blanken
- 0,65 % Afrikaans Amerikanen
- 0,29 % inheemse Amerikanen
- 4,17 % Aziaten
- 0,25 % mensen van eilanden in de Grote Oceaan
- 0,71 % andere
- 2,28 % van gemengde oorsprong
- 3,33 % Spaans of Latino

## Toerisme

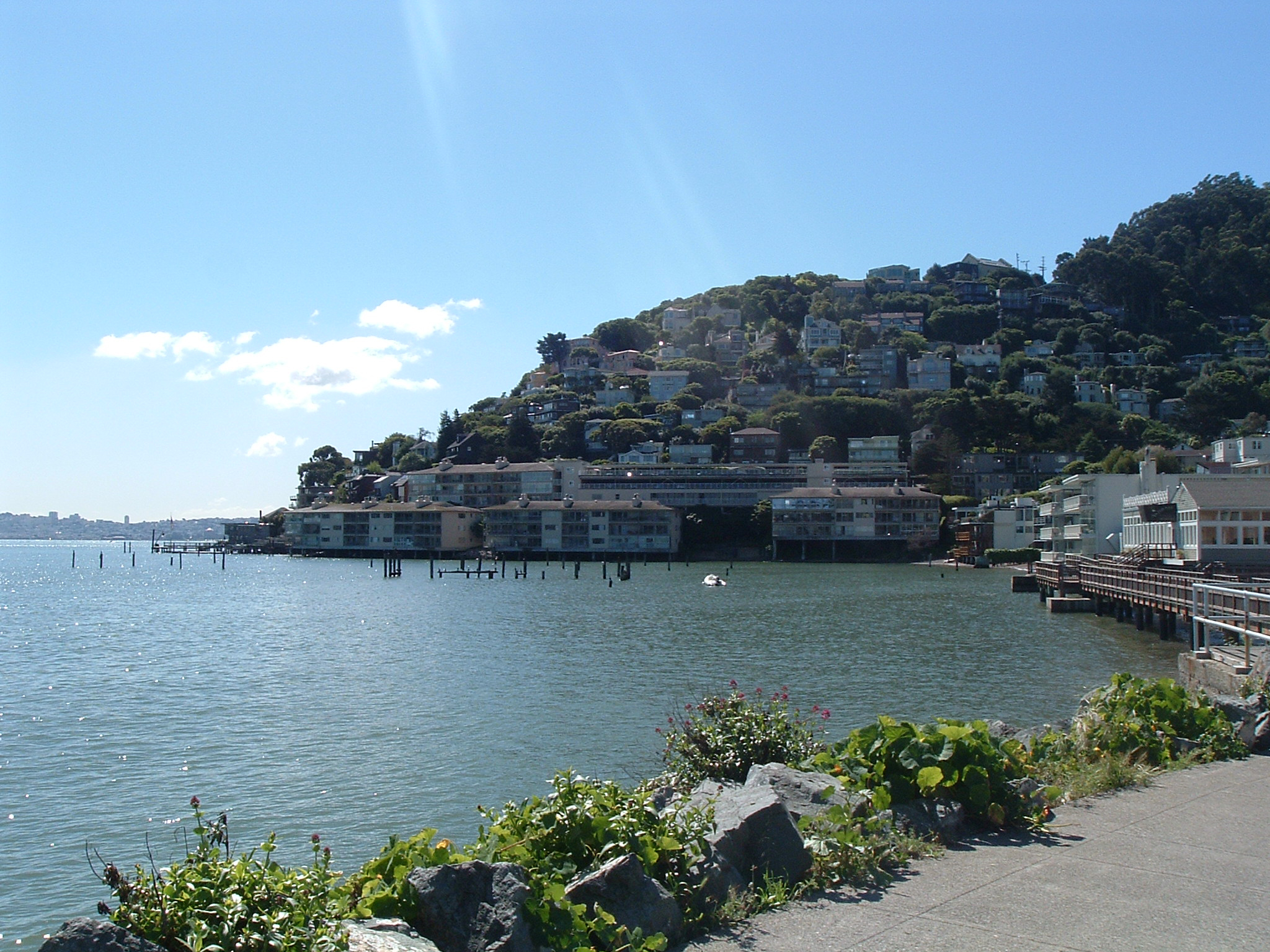
Sausalito langs de baai van San Francisco

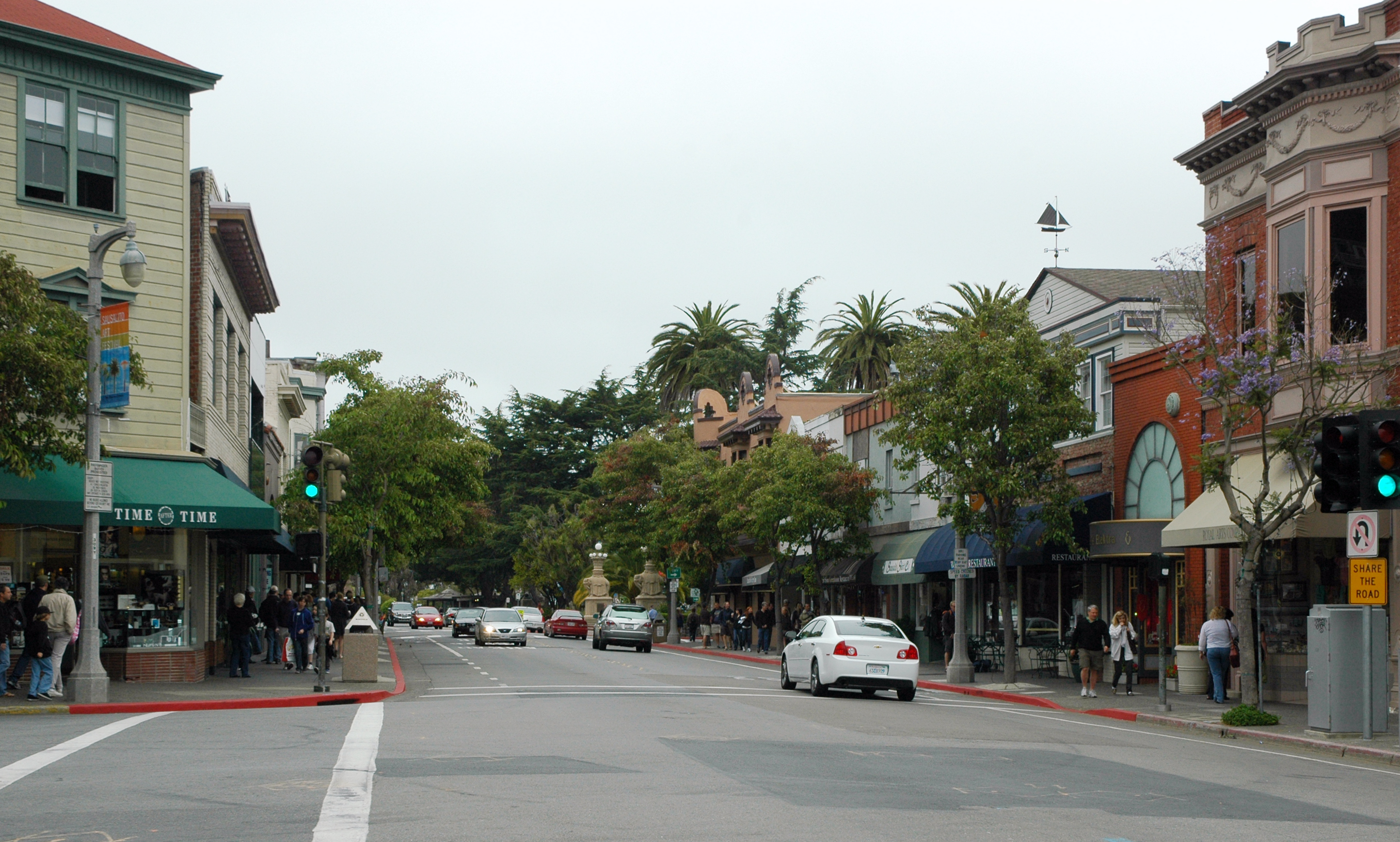
Bridgeway en Princess Street in het centrum van Sausalito

De ligging direct aan de noordzijde van de Golden Gate Bridge maakt dat het schilderachtige Sausalito veel bezoekers trekt. Ze bereiken de plaats vanuit de stad San Francisco via de brug of een veerdienst.

## Lied
Het stadje werd bezongen door de Nederlandse popband Diesel. Het nummer Sausalito Summernight, in sommige uitgaven gespeld als Sausolito, werd in 1980 en 1981 een hit in onder meer Nederland, Canada en de Verenigde Staten.

## Bekende inwoners

### Geboren
- J.R. Hildebrand (1988), autocoureur

### Overleden
- Georg Koppitz (1832 – 1907), Duits-Amerikaans componist en arrangeur
- Sterling Hayden (1916 – 1986), acteur